# Goyang
Goyang est une ville de Corée du Sud, située dans la province du Gyeonggi. La ville est située dans la banlieue nord de Séoul.

## Transports
La ligne 3 du métro de Séoul relie Goyang à Séoul.

## Personnalités

### Personnalités nées à Goyang
- RM, leader et rappeur du groupe BTS
- D.O., acteur et chanteur du groupe EXO
- Kihyun, chanteur du groupe Monsta X
- Kim Jung Gi, illustrateur et dessinateur de bandes dessinées sud-coréen.
- Kim Hyun-joo, actrice sud-coréenne.

## Jumelages
- District de Uljin (Corée du Sud)
- District de Yeonggwang (Corée du Sud)
- Qiqihar (Chine)
- Binzhou (Chine)
- Kunming (Chine)
- Yanji (Chine)
- San Bernardino (États-Unis)
- Virginia Beach (États-Unis)
- Aguascalientes (Mexique)
- Heerhugowaard (Pays-Bas)
- Sabadell (Espagne)
- Dundgovi (Mongolie)